# پیرازولام
پیرازولام (انگلیسی: Pyrazolam) یک مشتق بنزودیازپین است که در دهه ۱۹۷۰ میلادی ساخته شد. از سال ۲۰۱۲ به عنوان داروی طراح «بازیابی» و فروخته شده است.
پیرازولام شباهت‌های ساختاری با آلپرازولام و برومازپام دارد. برخلاف سایر بنزودیازپین‌ها، پیرازولام به نظر نمی‌رسد متابولیسم شود، در عوض بدون تغییر از طریق ادرار دفع می‌شود. این ماده برای زیرگروه‌های α2 و α3 گیرنده GABAA انتخابی‌تر است.